# Demografía de Turkmenistán
Demografía de Turkmenistán, Datos de la FAO, año 2005; Número de habitantes en miles.
Población: 4.863.169 (julio de 2004 est.)
Desglose por edades:

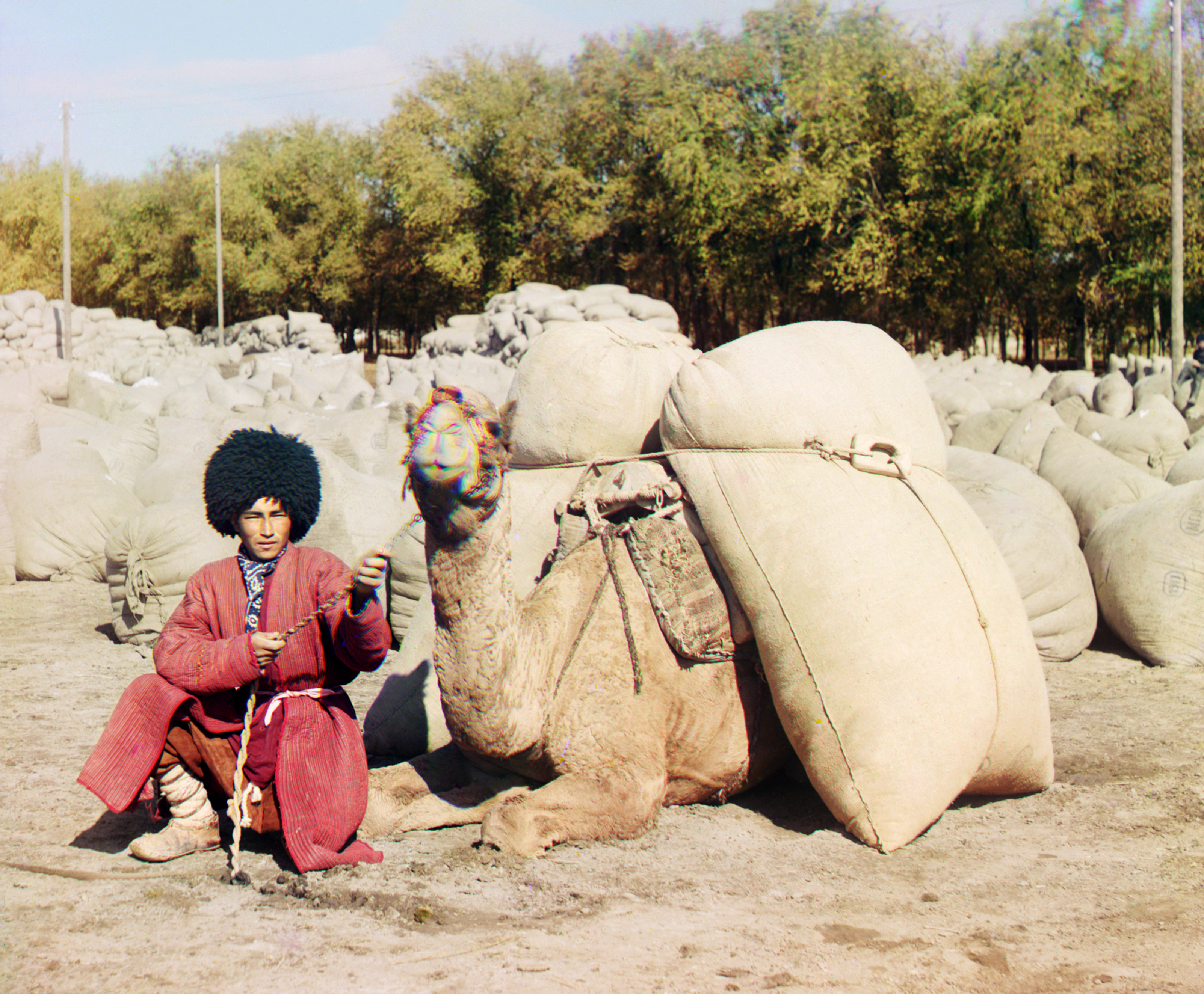
Hombre de la etnia turkmena con una reata de camellos

- 0-14 años: 36.2% (hombres 904,627; mujeres 857,601)
- 15-64 años: 59.7% (hombres 1,423,836; mujeres 1,477,224)
- 65 años: 4.1% (hombres 76,670; mujeres 123,211) (2004 est.)

Índice de crecimiento poblacional: 1.81% (2004 est.)

Índice de nacimientos: 27,82 nacimientos/1000 habitantes (est. 2004)

Índice de mortalidad: 8.82 muertos/1000 habitantes (est. 2004) 

Índice de migración neto: -0.86 migrantes/1.000 habitantes (2004 est.) 

Relación por sexos:
- al nacer: 1,05 hombres/mujeres
- <15 años: 1,06 hombres/mujeres
- 15-64 años: 0,96 hombres/mujeres
- 65 años y más: 0,62 hombres/mujeres
- población total: 0,98 hombres/mujeres (est. 2004)

Índice de mortalidad infantil: 73,13 muertes/1.000 nacimientos vivos (est. 2004)
Expectativa de vida al nacer:
- población total: 61,29 años
- hombres: 57,87 años
- mujeres: 64,88 años (est. 2004)

Índice de fertilidad total: 3,45 niños nacidos/mujer (est. 2004)
Gentilicio:

nombre: turcomano(s), turkmeno(s)

adjetivo: turcomano, turkmeno
Grupos étnicos:
Turcomanos 85%, uzbecos 5%, rusos 4%, otros 6% (2003)
Religión:
Musulmanes 89%, Ortodoxos orientales 9%, desconocidos 2%
Idiomas:
Turcomano 72%, ruso 12%, uzbeco 9%, otros 7%
Otras lenguas: baluchi
Alfabetismo:

definición:
edad 15 y superior saben leer y escribir

población total:
98%

hombres:
99%

mujeres :
97% (1989 est.)
Véase también : Turkmenistán